# Солець-над-Віслою (гміна)
Гміна Солець-над-Віслою (пол. Gmina Solec nad Wisłą) — місько-сільська гміна у центральній Польщі. Належить до Ліпського повіту Мазовецького воєводства.
Станом на 31 грудня 2011 у гміні проживало 5377 осіб.
Статус з сільської на місько-сільську змінено 1 січня 2021 року.

## Площа
Згідно з даними за 2007 рік площа гміни становила 137.41 км², у тому числі:
- орні землі: 71.00%
- ліси: 21.00%

Таким чином, площа гміни становить 18.38% площі повіту.

## Населення
Станом на 31 грудня 2011:
| Опис     | Загалом | Загалом | Чоловіки | Чоловіки | Жінки | Жінки |
| -------- | ------- | ------- | -------- | -------- | ----- | ----- |
| одиниця  | осіб    | %       | осіб     | %        | осіб  | %     |
| все      | 5377    | 100     | 2597     | 48.30    | 2780  | 51.70 |
| міське   | 0       | 100     | 0        |          | 0     |       |
| сільське | 5377    | 100     | 2597     | 48.30    | 2780  | 51.70 |

## Сусідні гміни
Гміна Солець-над-Віслою межує з такими гмінами: Лазіська, Ліпсько, Тарлув, Хотча, Юзефув-над-Віслою.